# Лазещият професор
„Лазещият професор“ (на английски: The Adventure of the Creeping Man) е разказ на писателя Артър Конан Дойл за известния детектив Шерлок Холмс. За първи път е публикуван през 1923 г. в списание „Странд“ (The Strand Magazine). Включен е в книгата „Архив на Шерлок Холмс“, публикувана през 1927 година.

## Сюжет
Внимание:  Текстът по-долу разкрива сюжета на произведението (или части от него)!
В началото на септември 1903 г. при Шерлок Холмс за помощ идва Джон Бенет, който работи като асистент на известния професор Пресбъри от Камфорд. Възрастният професор прави предложение към младата дъщеря на един от колегите си, но е отхвърлен заради напредналата си възраст. След това Пресбъри без известие изчезва за известно време от къщата, след което започва загадъчна кореспонденция с чех на име Дорак, собственик на смесен магазин в Лондон. Освен това професорът носи малка кутия, която забранява да се пипа, дори и от неговия асистент. Необяснимо се променя и поведението на Пресбъри – той става груб, подозрителен и затворен. Тази промяна на професора се засилва, по наблюденията на Бенет, през всеки от последните девет дни след получаване на поредното писмо и на неголям пакет. Поведението на домашното куче на име Рой също е много странно: кучето многократно се втурва към стопанина си с такава ярост, че се налага да го поставят на верига навън. Последната случка, която подтиква Бенет да се обърне към Холмс, е един ужасен епизод: той вижда как професорът върви през нощта по коридора на четири крака. Холмс е готов да започне с разследването, когато в квартирата на улица Бейкър идва дъщерята на професор Пресбъри, Едит, годеница на Бенет. Изключително развълнувана, тя разказва друг ужасен случай: през нощта професорът се е покатерил без стълба до прозореца на спалнята ѝ на втория етаж и се е опитал да влезе.
Холмс, придружен от Уотсън, веднага отива до университетския кампус, където живее Пресбъри. След оглед на дърветата около къщата Холмс и Уотсън се срещат с Пресбъри, който ги посреща особено агресивно. След анализ на получената информация, Холмс предлага на Уотсън и Бенет да проследят професора през нощта, след като получи поредния пакет от Дорак. Скоро след това такава възможност им се предоставя и в полунощ Холмс и Уотсън виждат професор Пресбъри да се държи като маймуна. Професорът ходи на четири крака и удивително ловко скача по дърветата от клон на клон. След това Пресбъри започва да дразни окованото куче, което се изскубва от нашийника и се втурва към господаря си, като почти му прегризва гърлото. Уотсън оказва на Пресбъри медицинска помощ.
В присъствието на Бенет Холмс и Уотсън отварят мистериозната кутия на професора и намират там флакони с препарати и спринцовки за инжектиране, кореспонденцията с Дорак, както и писмо от Х. Льовенщайн, учен от Прага, който твърди, че е открил „еликсира на живота“, и който е бойкотиран от професионалната общност, защото е отказал да разкрие източника си. В желанието си да се подмлади професор Пресбъри ползва услугите на Льовенщайн и е започнал да си прави инжекции с „еликсира на живота“ – серум, изготвен въз основа на кръв от примат „черен лангур“. Не е имало резултат в исканата насока, но като страничен ефект се е развила моралната и физическа деградация на професора до нивото на маймуна.

## Интересни факти
Разказът „Лазещият професор“ е от малкото истории (като „Скандал в Бохемия“, „Благородният ерген“, „Човекът с обърнатата устна“) за приключенията на Шерлок Холмс и д-р Уотсън, в които няма криминална загадка.